# 7-я бронетанковая бригада «Саар ми-Голан»
7-я бронетанковая бригада «Са́ар ми-Гола́н» (ивр. חטיבה 7 — סער מגולן‎) — бригада бронетанковых войск Израиля в составе Северного военного округа. Была сформирована в 1948 году во время Арабо-израильской войны и действующая с тех пор, она является старейшей бронетанковой бригадой в армии обороны Израиля. Бригада принимала участие во всех войнах Израиля. В боях за Латрун в 1948 году 3-я Александронская и 7-я бригады потеряли 139 человек. 7-я бригада воевала в Шестидневной войне под командованием полковника Шмуэля Годера. Во время Войны Судного дня под командованием полковника Авигдора Бен-Гала, она была размещена на линии обороны северной части Голанских высот, где успешно отражала атаки более крупных сирийских сил.
«Саар ми-Голан» базировалась на Голанских высотах в составе 36-й бронетанковой дивизии с конца войны Судного дня до февраля 2014 года.
В 2023 году 7-я бригада приняла участие в операции «Железные мечи», в ходе которой взяла 14 ноября импровизированный парламент ХАМАСа в Газе совместно с бригадой «Голани».
В 2024 году 7-я бригада приняла участие во вторжении в Сирию.

## Состав
В состав бригады входят:
- 75-й танковый батальон «Ро́мах»;
- 77-й танковый батальон «Оз»;
- 82-й танковый батальон «Га́аш»;
- 603-й инженерный батальон «Ла́хав»;
- 353-я рота связи бригадного подчинения (ивр. פלחי"ק‎ пальхи́к).

356-я разведывательная рота (ивр. פלס"ר‎ пальса́р 7), действовавшая в составе бригады с 1948 года, была расформирована в 2021 году в рамках процесса расформирования разведрот бронетанковых бригад.

## Вооружение
В 1948 году бригада комплектовалась танками «Шерман». С 1960-х на вооружение поступили танки «Центурион» модифицированными в Израиле (Шот Каль).
С конца 1970-х бригада «Саар ми-Голан» комплектуется танками «Меркава». К 1985—1990 годам 7-я бронетанковая бригада уже была на танках Мк2, так как традиционно формирование перевооружается на новые танки раньше остальных бригад: до 2013 года основным боевым танком бригады являлся танк Меркава Mk.2, с 2013 года комплектуется танками Меркава Mk.4.

## Командиры бригады
| Имя                       | Период                       | Комментарий |
| Шломо Шамир               | май 1948 — июль 1948         | В дальнейшем генерал-майор (алуф)                                                                                            |
| Бен Дункельман            | июль 1948 — июль 1949        | |
| Йосеф Эйтан               | июль 1949 — июль 1950        | |
| Шмуэль Годер (Городецки)  | октябрь 1950 — август 1953   | |
| Ицхак Пундак              | апрель 1954 — октябрь 1955   | |
| Ури Бен Ари               | октябрь 1955 — декабрь 1956  | Командовал бригадой во время Суэцкого кризиса; в дальнейшем бригадный генерал (тат-алуф)                                     |
| Аарон Нахшон              | декабрь 1956 — март 1958     | |
| Давид («Дадо») Элазар     | декабрь 1958 — апрель 1959   | В дальнейшем Начальник Генштаба Армии обороны Израиля                                                                        |
| Исраэль Таль («Талик»)    | апрель 1959 —апрель 1960     | В дальнейшем генерал-майор (алуф) и заместитель Начальника Генштаба Армии обороны Израиля; один из глав проекта «Меркава»    |
| Арье Шахар                | июнь 1960 — июль 1961        | |
| Авраам («Брен») Адан      | июль 1961 — январь 1963      | В дальнейшем генерал-майор (алуф)                                                                                            |
| Герцель Шафир             | январь 1963 — декабрь 1964   | В дальнейшем генерал-майор (алуф)                                                                                            |
| Шломо («Чич») Лахат       | январь 1965 — май 1966       | В дальнейшем генерал-майор (алуф)                                                                                            |
| Шмуэль Гонен (Городиш)    | июнь 1966 — июнь 1969        | Командовал бригадой во время Шестидневной войны; в дальнейшем генерал-майор (алуф)                                           |
| Яаков Эвен                | июнь 1969 — июнь 1971        | В дальнейшем генерал-майор (алуф)                                                                                            |
| Гавриэль Амир             | июнь 1971 — сентябрь 1972    | В дальнейшем бригадный генерал (тат-алуф) армии, генерал-майор (ницав) полиции и генерал-лейтенант (рав-гундар) Службы тюрем |
| Авигдор («Януш») Бен-Галь | сентябрь 1972 — февраль 1974 | Командовал бригадой во время Войны Судного дня; в дальнейшем генерал-майор (алуф)                                            |
| Ури Ор                    | февраль 1974 — декабрь 1975  | В дальнейшем генерал-майор (алуф)                                                                                            |
| Авигдор Кахалани          | декабрь 1975 — октябрь 1977  | Обладатель медалей «За героизм» и «За отличие»; в дальнейшем бригадный генерал (тат-алуф)                                    |
| Йоси Бен Ханан            | октябрь 1977 — июнь 1979     | Обладатель медали «За отвагу»; в дальнейшем генерал-майор (алуф)                                                             |
| Нати Голан                | июнь 1979 — март 1981        | Обладатель медали «За героизм»                                                                                               |
| Эйтан Кейнан (Каули)      | март 1981 — сентябрь 1982    | Командовал бригадой во время Ливанской войны                                                                                 |
| Меир Замир                | сентябрь 1982 — май 1984     | Обладатель медали «За отвагу»; в дальнейшем бригадный генерал (тат-алуф)                                                     |
| Рафи Ной                  | май 1984 — сентябрь 1985     | Обладатель медали «За отличие»; в дальнейшем бригадный генерал (тат-алуф)                                                    |
| Эми Палант                | сентябрь 1985 — май 1987     | Обладатель медали «За отвагу»; в дальнейшем бригадный генерал (тат-алуф)                                                     |
| Эфраим Лаор               | май 1987 — ноябрь 1988       | |
| Дубик Таль (Розенталь)    | ноябрь 1988 — июль 1990      | В дальнейшем бригадный генерал (тат-алуф)                                                                                    |
| Цвика Гендельман          | июль 1990 — январь 1992      | В дальнейшем бригадный генерал (тат-алуф)                                                                                    |
| Ицхак («Хаки») Харель     | январь 1992 — октябрь 1993   | В дальнейшем генерал-майор (алуф)                                                                                            |
| Гершон Ха-Коэн            | октябрь 1993 — август 1995   | В дальнейшем генерал-майор (алуф)                                                                                            |
| Дан Битон                 | август 1995 — август 1997    | В дальнейшем генерал-майор (алуф)                                                                                            |
| Шмулик Розенталь          | август 1997 — апрель 1999    | В дальнейшем бригадный генерал (тат-алуф)                                                                                    |
| Яаков Аиш                 | апрель 1999 — июль 2001      | В дальнейшем генерал-майор (алуф)                                                                                            |
| Халуци Рудой              | июль 2001 — июль 2003        | В дальнейшем бригадный генерал (тат-алуф)                                                                                    |
| Эяль Замир                | июль 2003 — сентябрь 2005    | В дальнейшем Начальник Генштаба Армии обороны Израиля                                                                        |
| Амнон Эшель (Асулин)      | сентябрь 2005 — август 2007  | Командовал бригадой во время Второй ливанской войны                                                                          |
| Рои Элькабец              | август 2007 — май 2009       | В дальнейшем бригадный генерал (тат-алуф)                                                                                    |
| Яаков Банджо              | май 2009 — июль 2011         | В дальнейшем генерал-майор (алуф)                                                                                            |
| Одед Басюк                | июль 2011 — июнь 2013        | В дальнейшем генерал-майор (алуф)                                                                                            |
| Надав Лотан               | июнь 2013 — июль 2015        | В дальнейшем генерал-майор (алуф)                                                                                            |
| Дан Нойман                | июль 2015 — август 2017      | В дальнейшем генерал-майор (алуф)                                                                                            |
| Роман Гофман              | август 2017 — август 2019    | В дальнейшем генерал-майор (алуф)                                                                                            |
| Уди Цур                   | август 2019 — октябрь 2021   | В дальнейшем бригадный генерал (тат-алуф)                                                                                    |
| Ифтах Норкин              | октябрь 2021 — июль 2023     | В дальнейшем бригадный генерал (тат-алуф)                                                                                    |
| Элад Цури                 | июль 2023 — май 2025         | |
| Шауль Исраэли             | с мая 2025                   | |

## Галерея

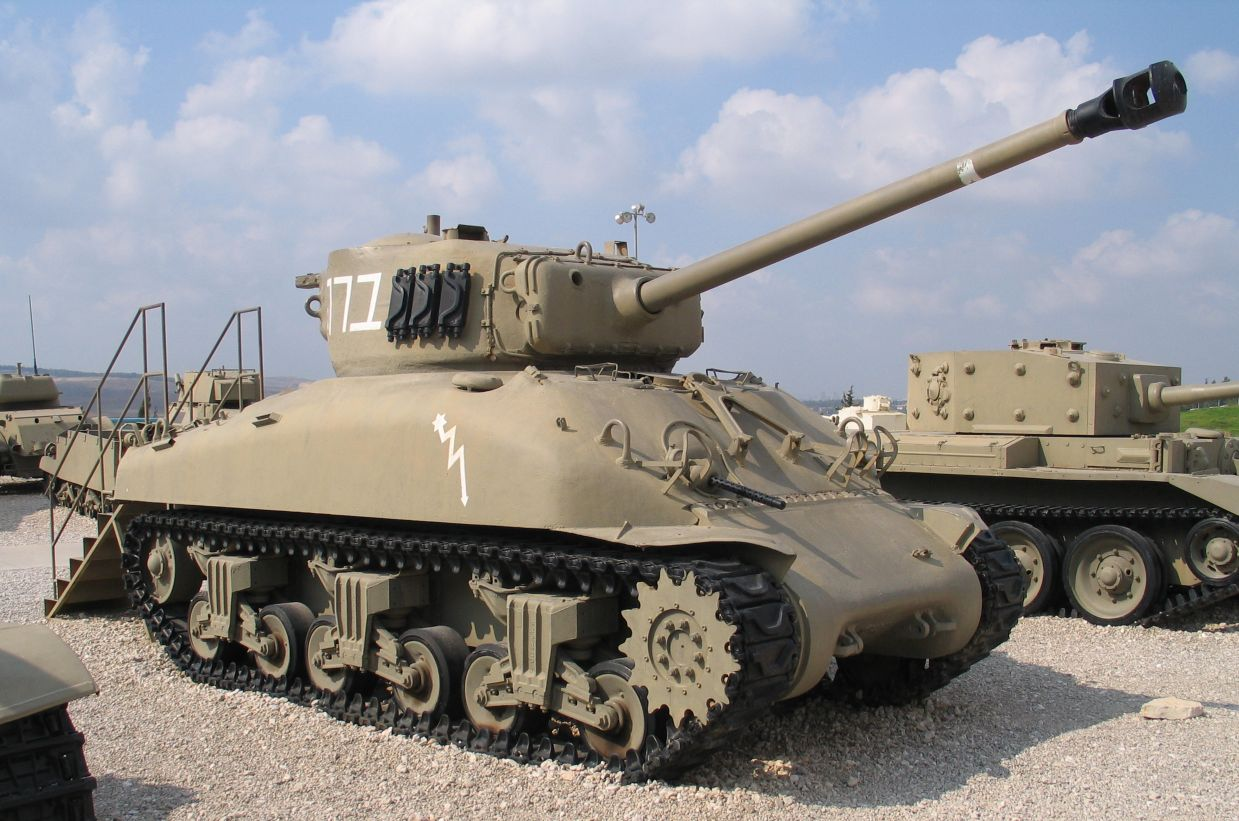
Танк «Шерман»
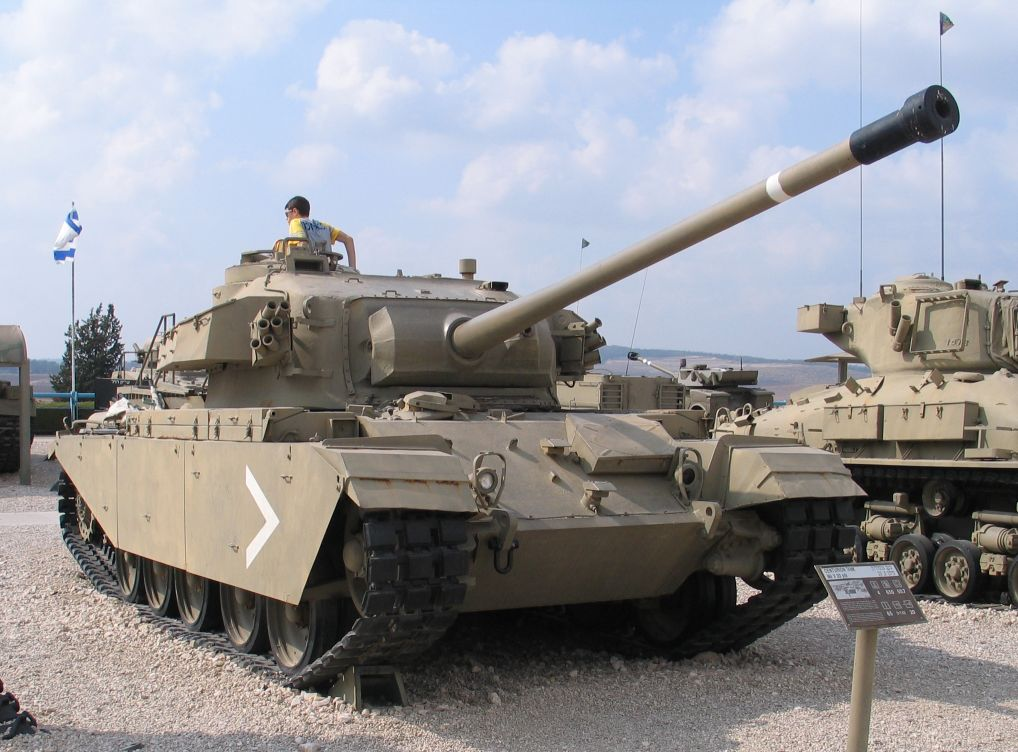
Танк «Центурион»
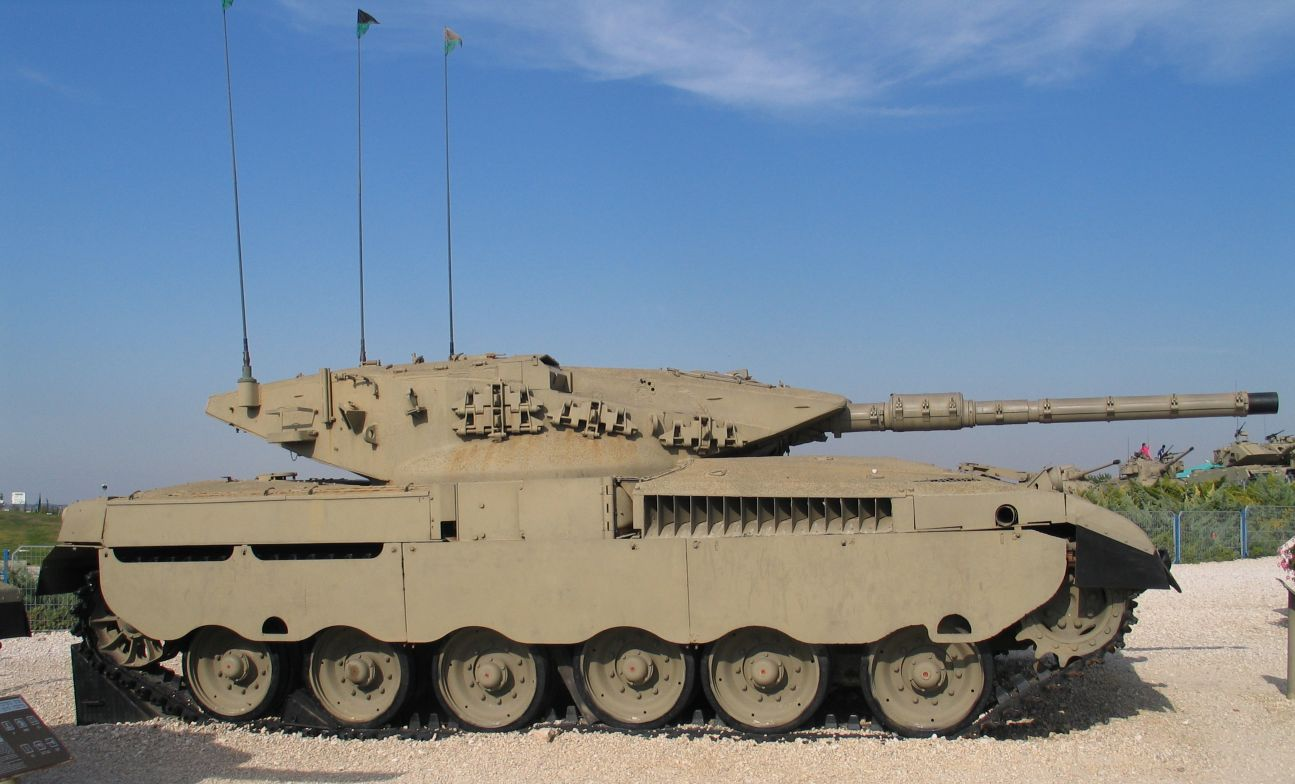
Танк Меркава Mk.1
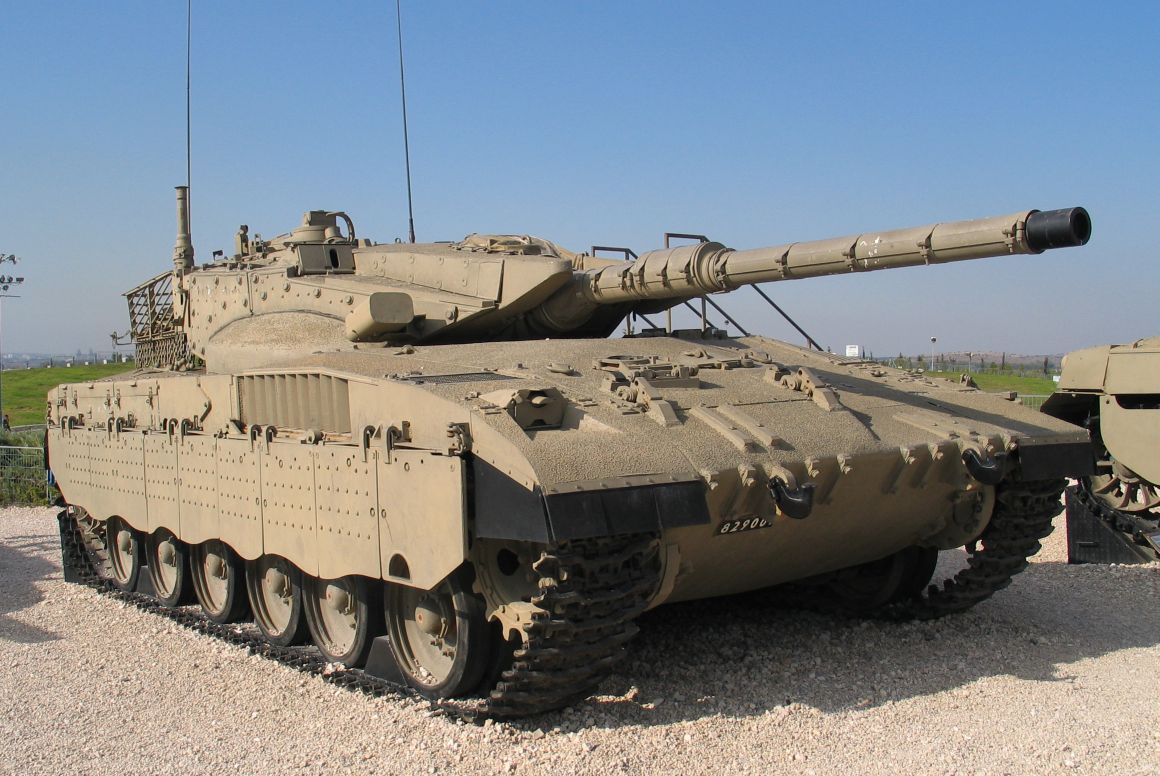
Танк Меркава Mk.2
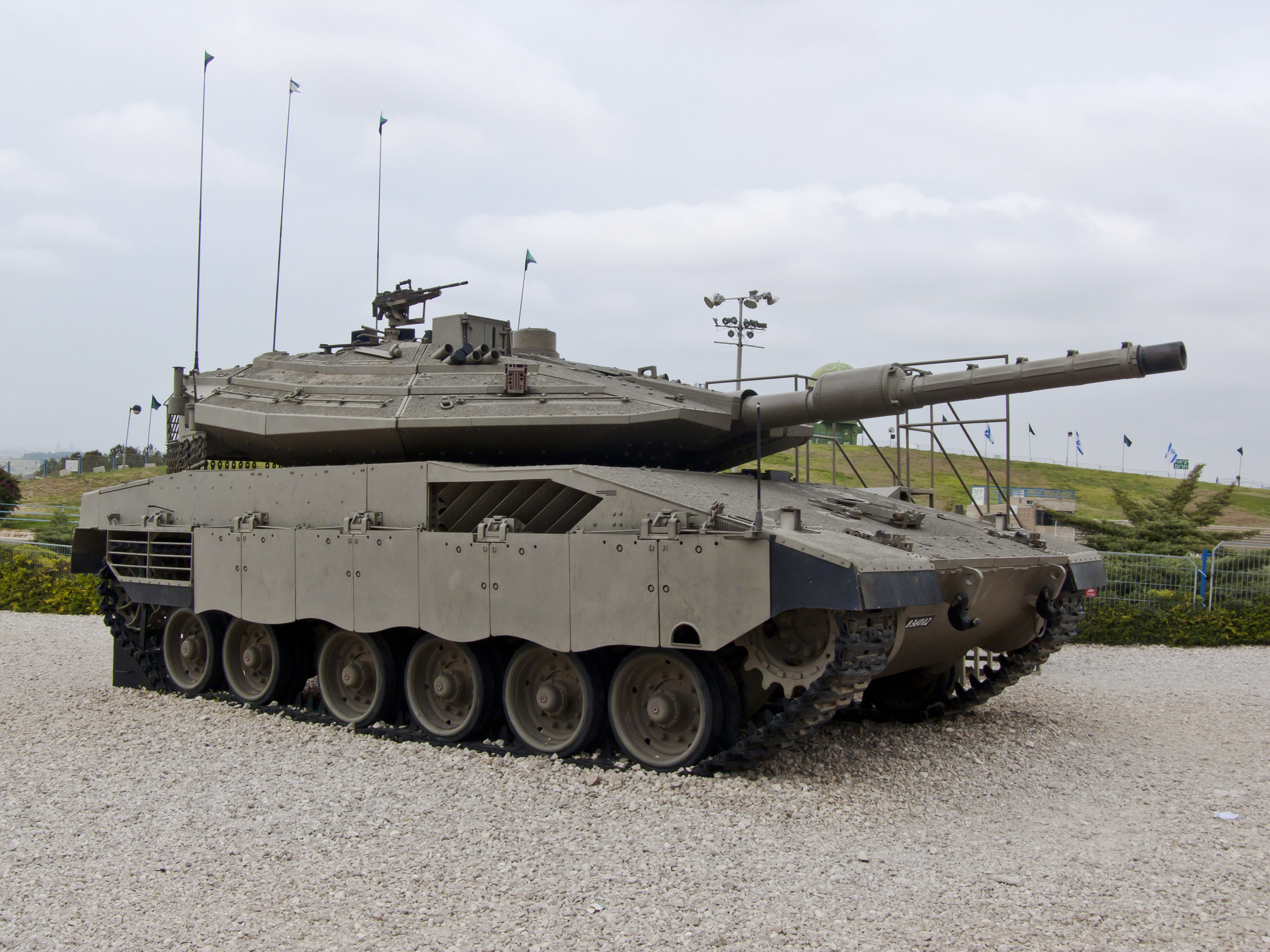
Танк Меркава Mk.4